# Hudiksvall
Hudiksvall je grad u središnjoj Švedskoj na obali Botničkog zaljeva u županiji Gävleborg.

## Stanovništvo
Prema podacima o broju stanovnika iz 2005. godine u gradu živi 14.850 stanovnika.

## Poznate osobe
- Noomi Rapace, glumica

## Vanjske poveznice
- Službena stranica grada

### Ostali projekti
|  | Zajednički poslužitelj ima još gradiva o temi Hudiksvall |